# アル・プラザ小松
アル・プラザ小松（アル・プラザこまつ）は、石川県小松市園町にある複合商業施設（ショッピングセンター）である。

## 概要
平和堂を核店舗に、1989年（平成元年）7月1日に開業。石川県においてはアル・プラザの業態で初出店となった。また、石川県内では初めてとなる共同運営のショッピングセンターで、平和堂と協同組合コミュニティショッピングプラザ小松の2者が運営している。この出店を契機に、1993年（平成5年）に金沢市でアル・プラザ金沢が開業するなど、石川県内では7店舗（2022年時点）と、平和堂の店舗数は北陸地方では最多となっている。
なお、大規模小売店舗立地法（旧大規模小売店舗法）に基づく石川県への届出名称（施設・建物）は、コミュニティショッピングプラザ小松となっている。

## 主なテナント
現在のテナントの詳細は、平和堂専門店情報サイト アル・プラザ小松を参照。

## 交通アクセス
自動車
- 国道305号 - 開業当初は国道8号沿いであったが[2]、小松バイパスの全線開通と路線名変更に伴い変更されている。

公共交通機関（路線バス）
いずれもIRいしかわ鉄道線・JR北陸新幹線 小松駅発着となる。
- 北鉄加賀バス 国府線・小杉線および北鉄白山バス 佐野線で「園町」バス停下車[8]。
- 小松市コミュニティバス 市内循環線（ブルーこまち、日本海観光バスに運行委託）で「園町」バス停下車[9]。